# August Pockels

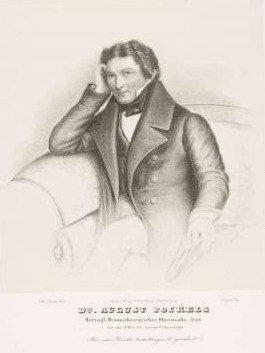
August Pockels

August Pockels (* 29. Oktober 1791 in Einbeck; † 9. Dezember 1840 in Braunschweig) war ein braunschweigischer Militärarzt der Zeit der Befreiungskriege.
August Pockels war der Sohn des Braunschweigischen Hofrates Karl Friedrich Pockels (1757–1814). Er studierte Medizin und immatrikulierte sich an der Universität Göttingen im Mai 1810. In Göttingen wurde er Mitglied im Corps Hannovera. Nach der Promotion zum Dr. med. trat er im Juli 1811 als Bataillonsarzt des 1. Leichten Infanterie-Bataillons in die Dienste des Königreichs Westphalen und wurde dort im September 1812 Regimentsarzt des 7. Linien-Regiments. Als Teilnehmer der Schlacht von Mosaick wurde er mit dem Orden der Ehrenlegion ausgezeichnet. Im Russlandfeldzug Napoleons geriet er in russische Gefangenschaft und musste den Feldzug dann zunächst auf russischer Seite als Verfolger Napoleons bis zur Befreiung aus der Gefangenschaft 1813 mitmachen. Er wurde nach Ende seiner russischen Gefangenschaft im Juli 1813 Chefarzt der in Sachsen stehenden westfälischen Division. Beim Zusammenbruch des Königreichs Westphalen war er dort Stabsarzt und Chef des Militair-Medicinal-Wesens des Königreichs. Anschließend kämpfte Pockels 1814 und 1815 auf Seiten der Truppen des braunschweigischen Herzogs Friedrich Wilhelm gegen Napoleon und blieb auch noch nach den Befreiungskriegen weiter als Militärarzt in der Braunschweigischen Armee. Er wurde 1824 zum Oberstabsarzt befördert und 1826 zum Leibwundarzt ernannt. 1829 trat er als Assessor in das Herzogliche Obersanitäts-Collegium ein. Pockels war bis zu seiner Pensionierung am 1. Oktober 1840 Leiter des braunschweigischen Militärarztwesens.
Er unternahm über vier Jahre ausgedehnte Bildungsreisen, die ihn an alle deutschen Universitäten führten. Auch England, Frankreich und Italien wurden Ziele seiner wissenschaftlichen Forschungsreisen.